# Romulea ramiflora
Romulea ramiflora é uma espécie de planta com flor pertencente à família Iridaceae. 
A autoridade científica da espécie é Ten., tendo sido publicada em Ind. Sem. Hort. Neap. (1826) 3; et in Mem. Acc. Sc. Borb. Nap. iii. II. (1832)117. t. 7.

## Portugal
Trata-se de uma espécie presente no território português, nomeadamente os seguintes táxones infraespecíficos:
- Romulea ramiflora subsp. gaditana - presente em Portugal Continental. Em termos de naturalidade é endémica da Península Ibérica. Não se encontra protegida por legislação portuguesa ou da Comunidade Europeia.
- Romulea ramiflora subsp. ramiflora - presente em Portugal Continental. Em termos de naturalidade é nativa da região atrás referida. Não se encontra protegida por legislação portuguesa ou da Comunidade Europeia.